# L'Oudon
L'Oudon és un municipi francès situat al departament de Calvados i a la regió de Normandia. L'any 2007 tenia 1.538 habitants.

## Demografia

### Població
El 2007 la població de fet de L'Oudon era de 1.538 persones. Hi havia 532 famílies de les quals 120 eren unipersonals (80 homes vivint sols i 40 dones vivint soles), 200 parelles sense fills, 188 parelles amb fills i 24 famílies monoparentals amb fills.
La població ha evolucionat segons el següent gràfic:
Habitants censats

### Habitatges
El 2007 hi havia 674 habitatges, 539 eren l'habitatge principal de la família, 113 eren segones residències i 22 estaven desocupats. 667 eren cases i 7 eren apartaments. Dels 539 habitatges principals, 420 estaven ocupats pels seus propietaris, 102 estaven llogats i ocupats pels llogaters i 17 estaven cedits a títol gratuït; 3 tenien una cambra, 7 en tenien dues, 63 en tenien tres, 127 en tenien quatre i 339 en tenien cinc o més. 303 habitatges disposaven pel capbaix d'una plaça de pàrquing. A 221 habitatges hi havia un automòbil i a 286 n'hi havia dos o més.

### Piràmide de població
La piràmide de població per edats i sexe el 2009 era:
| Homes | Edats   | Dones |
| ----- | ------- | ----- |
| 0     | 95 o +  | 0     |
| 0     | 90 a 94 | 8     |
| 8     | 85 a 89 | 16    |
| 8     | 80 a 84 | 12    |
| 24    | 75 a 79 | 32    |
| 32    | 70 a 74 | 16    |
| 12    | 65 a 69 | 28    |
| 44    | 60 a 64 | 44    |
| 32    | 55 a 59 | 36    |
| 52    | 50 a 54 | 64    |
| 64    | 45 a 49 | 28    |
| 28    | 40 a 44 | 36    |
| 68    | 35 a 39 | 52    |
| 60    | 30 a 34 | 52    |
| 44    | 25 a 29 | 32    |
| 28    | 20 a 24 | 28    |
| 44    | 15 a 19 | 36    |
| 48    | 10 a 14 | 44    |
| 56    | 5 a 9   | 40    |
| 40    | 0 a 4   | 40    |

## Economia
El 2007 la població en edat de treballar era de 1.034 persones, 693 eren actives i 341 eren inactives. De les 693 persones actives 650 estaven ocupades (366 homes i 284 dones) i 43 estaven aturades (22 homes i 21 dones). De les 341 persones inactives 109 estaven jubilades, 165 estaven estudiant i 67 estaven classificades com a «altres inactius».

### Ingressos
El 2009 a L'Oudon hi havia 541 unitats fiscals que integraven 1.398,5 persones, la mediana anual d'ingressos fiscals per persona era de 17.691 €.

### Activitats econòmiques
Dels 48 establiments que hi havia el 2007, 1 era d'una empresa extractiva, 1 d'una empresa alimentària, 1 d'una empresa de fabricació d'altres productes industrials, 18 d'empreses de construcció, 7 d'empreses de comerç i reparació d'automòbils, 3 d'empreses d'hostatgeria i restauració, 1 d'una empresa d'informació i comunicació, 4 d'empreses financeres, 2 d'empreses immobiliàries, 6 d'empreses de serveis, 2 d'entitats de l'administració pública i 2 d'empreses classificades com a «altres activitats de serveis».
Dels 22 establiments de servei als particulars que hi havia el 2009, 2 eren tallers de reparació d'automòbils i de material agrícola, 5 paletes, 1 guixaire pintor, 5 fusteries, 4 lampisteries, 3 electricistes, 1 restaurant i 1 agència immobiliària.
L'únic establiment comercial que hi havia el 2009 era una botiga d'equipament de la llar.
L'any 2000 a L'Oudon hi havia 63 explotacions agrícoles que ocupaven un total de 3.354 hectàrees.

## Equipaments sanitaris i escolars
El 2009 hi havia 1 escola maternal i 1 escola elemental.

## Poblacions més properes
El següent diagrama mostra les poblacions més properes.